# Varakutî, Kremenciuk
Varakutî (în ucraineană Варакути) este un sat în comuna Omelnîk din raionul Kremenciuk, regiunea Poltava, Ucraina.

## Demografie
Componența lingvistică a localității Varakutî
     Ucraineană (78,16%)
     Rusă (14,94%)
     Belarusă (5,17%)
     Română (1,72%)
Conform recensământului din 2001, majoritatea populației localității Varakutî era vorbitoare de ucraineană (78,16%), existând în minoritate și vorbitori de rusă (14,94%), belarusă (5,17%) și română (1,72%).